# غابرييل فيراري
غابرييل فيراري (بالفرنسية: Gabrielle Ferrari)‏ هي عازفة بيانو وملحنة فرنسية، ولدت في 14 سبتمبر 1851 في باريس في فرنسا، وتوفي بنفس المكان في 4 يوليو 1921.

## وصلات خارجية
- غابرييل فيراري على موقع ميوزك برينز (الإنجليزية)